# Zdzisław Kapka
Zdzisław Kapka (Cracovia, 7 dicembre 1954) è un ex calciatore polacco, di ruolo centrocampista.

## Carriera
Con la nazionale polacca ha preso parte ai Mondiali 1974, chiusi al terzo posto.

## Palmarès

### Calcio

#### Club

##### Competizioni nazionali
- Campionato polacco: 1

Wisla Cracovia: 1977-1978

##### Competizioni internazionali
- Coppa Piano Karl Rappan: 1

Wisla Cracovia: 1973

#### Individuale
- Capocannoniere del campionato polacco: 1

1973-1974 (15 gol)